# Тейлор, Холланд
Хо́лланд Вирджи́ния Те́йлор (англ. Holland Virginia Taylor; род. 14 января 1943, Филадельфия, Пенсильвания, США) — американская актриса театра, кино и телевидения.

## Биография
Холланд Вирджиния Тейлор родилась в Филадельфии, штат Пенсильвания в 1943 году. Она училась в Westtown School, а после окончила Беннингтонский колледж. В 1964 году она переехала в Нью-Йорк, где и начала карьеру актрисы.
Тейлор начала карьеру в театре, активно выступая в нём на протяжении 1960—1980-х годов. Она также периодически снималась в кино и на телевидении, зарекомендовав себя как универсальную актрису.
Тейлор выиграла премию «Эмми» в категории «Лучшая актриса второго плана в драматическом телесериале» в 1999 году за роль в сериале «Практика». В 2000 году она получила номинацию на «Эмми» сразу в двух категориях: «Лучшая актриса второго плана в драматическом телесериале» за роль в «Практике», и «Лучшая приглашённая актриса в комедийном телесериале» за роль в сериале «Лот». Она получила ещё четыре номинации на премию «Эмми» за лучшую женскую роль второго плана в комедийном телесериале за роль в ситкоме «Два с половиной человека».
С начала 2015 года Холланд Тейлор встречается с актрисой Сарой Полсон.

## Фильмография
| Год       |   | Русское название                          | Оригинальное название                  | Роль                                   |
| --------- | - | ----------------------------------------- | -------------------------------------- | -------------------------------------- |
| 1984      | ф | Роман с камнем                            | Romancing The Stone                    | Глория                                 |
| 1985      | ф | Жемчужина Нила                            | The Jewel of the Nile                  | Глория                                 |
| 1988      | ф | У неё будет ребёнок                       | She’s Having A Baby                    | Сара Бриггс                            |
| 1990      | ф | Элис                                      | Alice                                  | Хелен                                  |
| 1993      | ф | Полицейский с половиной                   | Cop & 1/2                              | Лоис Бакстер                           |
| 1995      | ф | За что стоит умереть                      | To Die For                             | Кэрол Стоун                            |
| 1995      | ф | Лоскутное одеяло                          | How to Make an American Quilt          | миссис Рубенс                          |
| 1997      | ф | Джордж из джунглей                        | George of the Jungle                   | Беатрис Стэнхоуп                       |
| 1998      | ф | Шоу Трумана                               | The Truman Show                        | Анжела Бербанк / Аланис Монтклэр       |
| 1998—2003 | с | Практика                                  | The Practice                           | судья Роберта Киттлсон                 |
| 2000      | ф | Советник президента                       | Mail to the Chief                      | Кэтрин Хорнер, советник президента США |
| 2000      | с | Волшебный мир Дисней                      | The Wonderful World of Disney          | эпизод                                 |
| 2001      | ф | Блондинка в законе                        | Legally Blonde                         | профессор Стромвелл                    |
| 2002      | ф | Дети шпионов 2: Остров несбывшихся надежд | Spy Kids 2: Island of Lost Dreams      | бабушка                                |
| 2003      | ф | Дети шпионов 3: Игра окончена             | Spy Kids 3-D: Game Over                | бабушка                                |
| 2003—2015 | с | Два с половиной человека                  | Two and a Half Men                     | Эвелин Харпер                          |
| 2004—2019 | с | Секс в другом городе                      | The L Word                             | Пегги Пибоди                           |
| 2005      | ф | Жених напрокат                            | The Wedding Date                       | Банни                                  |
| 2017—2019 | с | Мистер Мерседес                           | Mr. Mercedes                           | Айда Сильвер                           |
| 2018      | ф | Всем парням, которых я любила раньше      | To All the Boys I've Loved Before      | Сторми                                 |
| 2019      | ф | Скандал                                   | Bombshell                              | Фэй                                    |
| 2020      | с | Голливуд                                  | Hollywood                              | Эллен Кинкейд                          |
| 2020      | ф | Билл и Тед                                | Bill & Ted Face the Music              | Великий лидер                          |
| 2020      | ф | Всем парням: P.S. Я люблю тебя            | To All the Boys: P.S. I Still Love You | Сторми                                 |